# Michas Klimkowitsch
Michas Klimkowitsch (belarussisch Міха́сь Клімко́віч, Міхаі́л Мікала́евіч, * 20. November 1899; † 5. November 1954 in Minsk) war ein belarussischer Dichter, Dramatiker und Kritiker, der als Texter der ursprünglichen Version der belarussischen Nationalhymne My, Belarussy gilt.

## Leben
Der in die Bauernfamilie eines Heizers geborene Klimkowitsch absolvierte eine pädagogische Schule in Borisov. 1920 trat er der Russischen Kommunistischen Partei bei. Von 1921 bis 1923 kämpfte er im  russischen Bürgerkrieg in der Roten Armee. Von 1932 bis 1934 war er Vorsitzender des Organisationskomitees für die Bildung des Schriftstellerverbandes im sowjetischen Weißrussland und war anschließend bis 1939 dessen erster Vorsitzender.
Klimkowitsch wurde auf dem Militärfriedhof in Minsk beigesetzt.